# Larry King Live

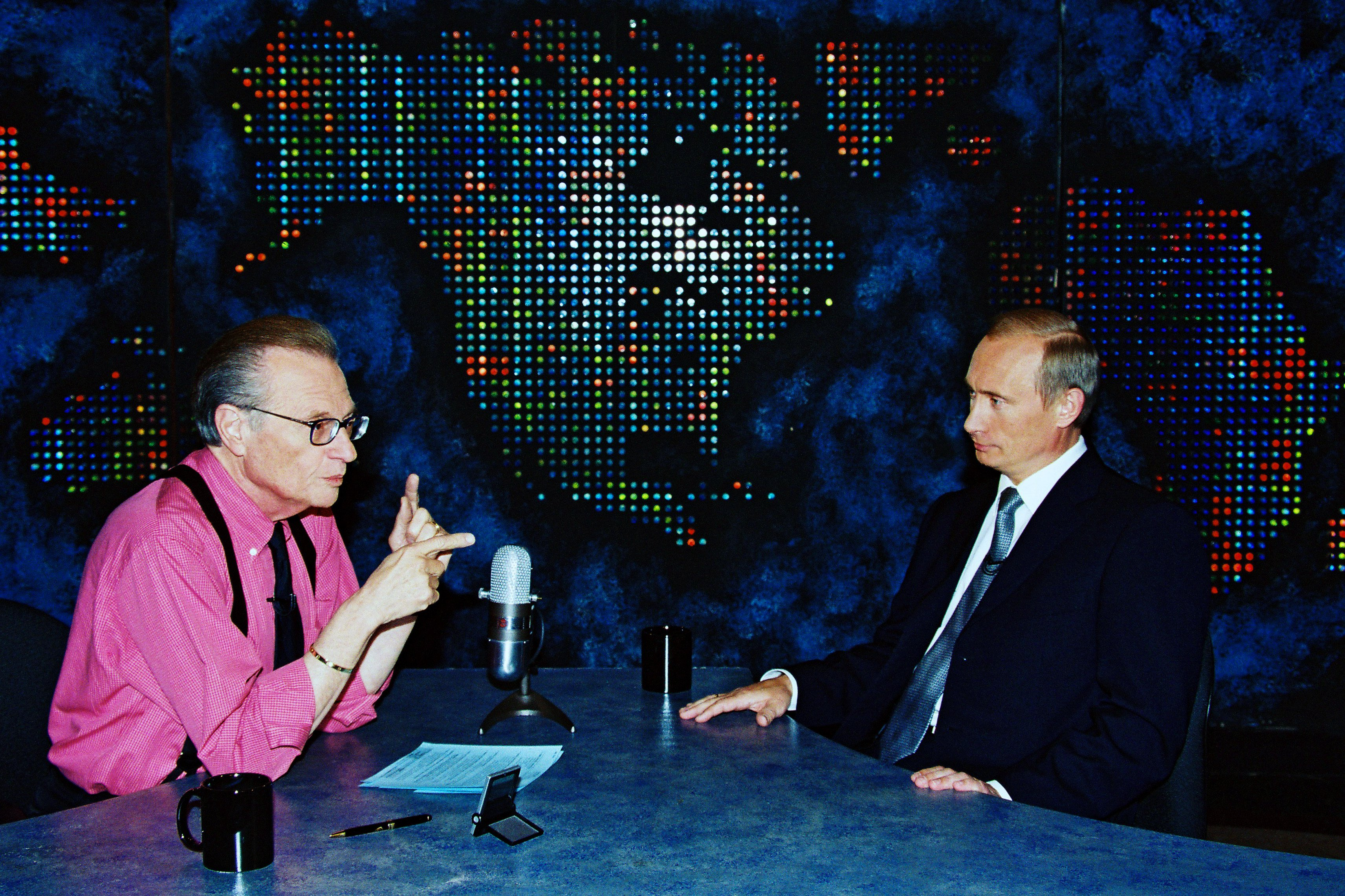
Larry King intervjuar Vladimir Putin.

Larry King Live var ett direktsänt entimmes intervjuprogram som sändes i TV-kanalen CNN, startat den 3 juni 1985. Programmet leddes av Larry King, en journalistveteran som tidigare arbetat många år i radio, tv och tidningar. Programmet visades både på amerikanska CNN och den globala kanalen CNN International.
Vanligtvis sändes ett nytt program varje veckodag från identiska studiodekorer i New York, Los Angeles eller Atlanta. Många kända personer, mest amerikaner, intervjuades i Larry King Live genom åren. Sista avsnittet av Larry King Live sändes 2010, vilket gjorde programmet till CNN:s i särklass äldsta och ett av de mest sedda.